# 奥尔登多夫
奥尔登多尔夫是德国石勒苏益格－荷尔斯泰因州的一个市镇。总面积10.35平方公里，总人口1132人，其中男性556人，女性576人（2011年12月31日），人口密度109人/平方公里。